# Une question d'assurance
Pour plus de détails, voir Fiche technique et Distribution.
Une question d'assurance est un court métrage français réalisé en 1959 par Pierre Kast, sorti en 1960.

## Fiche technique
- Titre : Une question d'assurance
- Réalisation : Pierre Kast
- Assistant : Marin Karmitz
- Scénario : Pierre Kast et Henry Magnan
- Photographie : Sacha Vierny
- Musique : Georges Delerue
- Montage : Yannick Bellon
- Production : Les Films d'aujourd'hui
- Pays d'origine : France
- Genre : Documentaire
- Durée : 26 min
- Date de sortie : 1960
- Visa n° 21791 délivré le 12 décembre 1960

## Distribution
- Loleh Bellon
- Macha Méril